# Господаревска река
Господаревска река (други названия Арнаутска река, Инималенска река, Бунарска река, Голяма река, Каялъдере, Дюлевска река) е река в Югоизточна България, област Ямбол – община Стралджа и Област Бургас – община Средец, ляв приток на Средецка река. Дължината ѝ е 70 км, която ѝ отрежда 50-о място сред реките на България.
Господаревска река извира от източния склон на възвишението Бакаджици, на 360 м н.в., на 3,2 км южно от село Иречеково, община Стралджа. Тече в югоизточна посока в широка долина, като в средното и особено в долното си течение образума множество меандри. Влива се отляво в Средецка река на 13 м н.в., на 1,8 км североизточно от град Средец.
По своето течение реката е известна с няколко имена:
- от извора до село Люлин носи името Арнаутска река;
- между селата Люлин и Правдино – Инималенска река;
- между селата Правдино и Малина – Бунарска река;
- между селата Малина и Загорци – Голяма река;
- в най-долното си течение – Каялъдере и Дюлевска река.

Площта на водосборния басейн на Господаревска река е 422 км2, което представлява 42,8% от водосборния басейн на Средецка река.
Основни притоци:
→ ляв приток, ← десен проток
- ← Кавакдере
- → Филев дол
- ← Войнишка река
- → Малката река
- → Манастирско дере
- ← Кулакевска река (най-голям приток)
- → Домуздере
- → Першовска река
- → Сухата река

По течението на реката са разположени 6 села:
- Област Ямбол

- Община Стралджа – Люлин, Първенец, Правдино;

- Област Бургас

- Община Средец – Малина, Загорци, Светлина.

По течението на реката и по нейните притоци са изградени над 20 микроязовира, водите на които се използват за напояване на големи площи обработваеми земи – „Люлин-1“, „Люлин-2“, „Първенец“, „Войника-1“, „Войника-2“, „Богорово“, „Правдино“, „Зорница-1“, „Зорница-2“, „Суходол“ и др.

## Топографска карта
- Лист от карта K-35-54. Мащаб: 1 : 100 000.
- Лист от карта K-35-55. Мащаб: 1 : 100 000.